# Fujoshi kanojo
Fujoshi kanojo. (腐女子彼女。?), conosciuta anche col nome inglese di My Girlfriend's a Geek, è una serie di light novel scritta da Pentabu, che raccolgono quanto pubblicato dallo stesso autore sul blog omonimo nell'arco di tempo che va dal 2005 al 2007. Oltre ai romanzi sono stati prodotti un adattamento manga, accompagnato dalle illustrazioni di Rize Shinba e pubblicato da Enterbrain e un live action diretto da Atsushi Kaneshige nel 2009.

## Trama
Taiga, durante uno stage lavorativo presso una società d'abbigliamento conosce Yuiko, giovane impiegata poco più grande di lui, e subito scatta il colpo di fulmine. Dopo essere riuscito ad ottenere un appuntamento con lei, le si dichiara, non immaginando però che anche lei ha qualcosa da confessargli: è una otaku, e per la precisione una fujoshi.
Da quel momento si aprono a Taiga le porte di un mondo sconosciuto, quello della cultura yaoi - fruita quasi del tutto esclusivamente da un pubblico femminile - e shōnen'ai, tra appuntamenti al Comiket e ai butlers café e conversazioni a tema dōjinshi e fanfiction, tutto rigorosamente a carattere BL (Boys Love).
Deciso a continuare la difficile relazione con Yuiko, Taiga fa di tutto per sopportare le manie della fidanzata e il mondo di fantasie omosessuali frutto delle menti femminili otaku, disposto persino a tollerare le compagnie fujoshi di lei e le scherzose fantasie riguardanti lui e il suo compagno di scuola Koji, ad opera di Yuiko. A complicare le cose vi è poi: il collega Kashiwabara, che, da raffinato seduttore - ed all'oscuro della vera natura di Yuiko - , cerca di stringere una relazione con la compagna di lavoro; Akari Seto, sempre pronta a seminare capricciosamente zizzania, e la gelosia di Yuiko verso gli amici di Taiga e le sue frequentazioni maschili, che vede come veri e propri rivali.
Ma, dopo alti e bassi, litigi e fraintendimenti, i due innamorati non possono che giungere ad una conclusione: il sentimento che li unisce è fin troppo grande per cedere di fronte alle difficoltà e alle stranezze di una delle due parti. Taiga, convinto da Yuiko, riesce persino a pubblicare una fanfiction shonen'ai e a guadagnarsi le simpatie di un potenziale pubblico di fudanshi.

## Personaggi
Taiga Mutō  ( 武藤大河 ?,  Mutō Taiga )
Studente universitario di economia. Il carattere accomodante e la differenza d'età lo rendono spesso succube dei capricci di Yuiko, che lo pone involontariamente e senza rendersene conto in situazioni imbarazzanti pur di accontentare la propria "sete" di moe e capricci da fangirl. Suo malgrado, Taiga, a forza di frequentare la fidanzata, si scopre a pensare via via sempre più come un vero fudanshi amante dello yaoi, accorgendosi di essere vittima anche lui di incondizionate fantasie omosessuali, senza per altro gradire ed estimare il genere.
Inoltre, chiamato scherzosamente una volta "Sebastian" da Yuiko, per paragonarlo ad un maggiordomo da butler cafè, da allora Taiga, nonostante le resistenze, è presentato e conosciuto con questo pseudonimo da tutte le compagnie fujoshi della fidanzata.
 Yuiko Ametani  ( 飴谷結子 ?,  Ametani Yuiko)
Impiegata in un'azienda di abbigliamento, è una giovane donna di successo e dall'aria rispettabile. Tuttavia, sotto questa scorza di apparente normalità, Yuiko nasconde il proprio lato fujoshi ed otaku, che svela solo con la cerchia dei più intimi.
È inoltre appassionata di serie manga shōnen, delle quali apprezza particolarmente scorgere atteggiamenti shōnen'ai tra i personaggi principali. La sua ultima passione è una fittizia serie incentrata sul sepak takraw.
 Kōji Seto ( 瀬戸光二 ?,  Seto Kōji )
Compagno di studi di Taiga e fratello maggiore di Akari. a sua indole tranquilla e meditativa lo portano ad accettare senza grande scandalo o emozione le manie cosplay della sorella e il mondo yaoi in cui è stato coinvolto l'amico. Inoltre, per il suo bell'aspetto, viene spesso costretto dalla sorella a provare e fare da modello per i vestiti di sua fabbricazione e a sua insaputa coinvolto virtualmente nelle fantasie omosessuali di Yuiko concernenti Taiga.
 Hotta ( 堀田?,  Hotta)
Amico di Taiga e Koji e loro compagno di studi. Ha un debole per la sorella dell'amico, asdad e questo lo rende cieco di fronte al capriccioso atteggiamento infantile di quest'ultima e alle sue manie da cosplayer.
Akari Seto
Sorella di Koji e grande amica di Yuiko. Ha conosciuto quest'ultima ad una fiera di anime e manga, quando portava le vesti di "Kaoru", suo nome da cosplayer. Akari, nonostante la sua grande passione ed abilità nel cosplay, preferisce di fatto nascondere il suo alter ego otaku alla famiglia, ignorando i segni di tolleranza già dimostratale dai suoi familiari ed in particolare dal fratello Koji.
Naoto Kashiwabara
Collega di Yuiko. Particolarmente popolare fra le impiegate per il gusto raffinato nel vestire e la sua vita di agi, Yuiko nutre per Naoto una naturale antipatia, che la porta ad ignorare ogni flirt da parte del collega e a tollerare quest'ultimo solo se coinvolto nelle fantasie a sfondo omosessuale che lo vedono protagonista come compagno di Taiga.
Sacchin
Amica intima di Yuiko, con la quale condivide la passione per lo yaoi. A differenza del gruppo di fujoshi con cui passa il tempo, Sacchin è sposata e non fa mistero delle proprie letture col marito, che in ogni caso non condivide l'amore per il BL.
Masa-nee
Amica intima di Yuiko, fujoshi e lettrice ed autrice affermata di dojinshi. Nonostante una razionale convivenza fra il suo lato di giovane donna "ordinaria" e quello da fujoshi, il suo compagno finisce comunque per scoprire i suoi gusti in fatto di letture e questo compromette seriamente la loro relazione. Da allora Masa-nee sostiene con orgoglio il bisogno naturale delle donne di fruire di opere e materiale yaoi, trovando poi nella coppia Yuiko-Taiga il rapporto perfetto fra sessi in caso di una passione per il BL da parte di uno dei partner.
Koharu Etou
Universitario originario della campagna spostatosi a Tokyo per seguire gli studi. Ospitato nella capitale da un senpai, Koharu non aspettava di imbattersi in un attivo fudanshi persino a capo di un circolo dojinshi. Spesso imbarazzato dal comportamento espansivo del proprio ospite, finisce comunque molte volte a partecipare agli eventi del circolo, quali promozioni di manga amatoriali in vesti cosplay ed incontri con le lettrici.
È inoltre protagonista, insieme a Youhei, di un capitolo del volume 5 del manga.
Youhei Furuya
Senpai di Koharu e padrone dell'appartamento da loro condiviso. Sotto l'aspetto innocente da bambino, Youhei si dimostra un attivo fudanshi e prolifico disegnatore. Dotato di un'esplosiva creatività ed un inestinguibile entusiasmo, ama sperimentare ogni sorta di prodotto amatoriale a sfondo yaoi: dal tradizionale manga al drama cd registrato fra le pareti domestiche, sfruttando maliziosamente proprio l'aiuto di Koharu.
È inoltre protagonista, insieme a Koharu, di un capitolo del volume 5 del manga.

## Media

### Manga

#### Lista volumi
| Nº | Giapponese 「Kanji」 - Rōmaji          | Data di prima pubblicazione             | Data di prima pubblicazione |
| Nº | Giapponese 「Kanji」 - Rōmaji          | Giapponese                              |                             |
| 1  | 「腐女子彼女。 1」 - Fujoshi kanojo. 1 | 1º dicembre 2007 ISBN 978-4-7577-3899-7 |                             |
| 2  | 「腐女子彼女。 2」 - Fujoshi kanojo. 2 | 31 marzo 2008 ISBN 978-4-7577-4111-9    |                             |
| 3  | 「腐女子彼女。 3」 - Fujoshi kanojo. 3 | 1º novembre 2008 ISBN 978-4-7577-4531-5 |                             |
| 4  | 「腐女子彼女。 4」 - Fujoshi kanojo. 4 | 1º aprile 2009 ISBN 978-4-7577-4811-8   |                             |
| 5  | 「腐女子彼女。 5」 - Fujoshi kanojo. 5 | 1º marzo 2010 ISBN 978-4-04-726379-6    |                             |

### Live action

#### Cast
- Shunsuke Daitō - Hinata
- Wakana Matsumoto - Yoriko
- Yuta Furukawa - Koji
- Emi
- Mizuho Hata
- Kyoko Ochiai
- Satoshi Hino - se stesso
- Jun Fukuyama - se stesso